# Nauarch
Im antiken Griechenland war der Nauarch (griechisch ναύαρχος naúarchos) der Oberkommandierende der spartanischen Seestreitkräfte. Er trug die Befehlsgewalt über die Aktivitäten der von Sparta befehligten Flotte. Die Befehlsgewalt bezog sich aber auch auf eingenommene fremde Städte und Territorien. In Athen bezeichnete der Begriff Nauarch dagegen einen Schiffsführer (Kapitän) oder einen untergeordneten Geschwaderkommandanten.